# مچکول
مچکول (به بلغاری: Mechkul) روستایی در بلغارستان است که در استان بلاگووگراد واقع شده‌است.